# 立川志ら玉
立川 志ら玉（たてかわ しらたま）は、落語家の名跡。
- 神田志ら玉 - 後∶二代目三遊亭金朝
- 立川志ら玉 - 本項にて記述

立川 志ら玉（たてかわ しらたま、1975年7月9日 - ）は落語家。落語立川流所属の真打。出囃子は「深川くずし」。本名：村上 大介。

## 来歴
1975年7月9日生まれ。鎌ケ谷市立東部小学校、鎌ケ谷市立第二中学校、千葉県立薬園台高等学校を経て、茨城大学人文学部を卒業した。大学では落語研究会に所属。
2000年2月、快楽亭ブラックに入門し、前座名は「ブラ汁」。2005年8月、快楽亭ブラックの落語立川流からの除名に伴い、立川志らく門下に移り、「立川らくB」に改名。
2007年7月に立川キウイ、立川談大、泉水亭錦魚、立川平林、立川吉幸、立川談奈、立川志らべ、立川らく次と共に二ツ目に昇進し「らく里」と改める。
2015年10月、立川志らら、二代目立川小談志、立川左平次、立川らく朝と共に真打に昇進し「志ら玉」と改名した。

## 芸歴
- 2000年2月∶快楽亭ブラックに入門、前座名「ブラ汁」[1][2]。
- 2005年8月∶立川志らく門下に移籍、「らくB」に改名[1][2]。
- 2007年7月∶二ツ目昇進、「らく里」と改名。
- 2015年10月∶真打昇進、「志ら玉」と改名。